# Grand Falls-Windsor
Grand Falls-Windsor is een gemeente (town) in de Canadese provincie Newfoundland en Labrador. De gemeente ligt centraal op het eiland Newfoundland en telt zo'n 14000 inwoners.
Statistics Canada beschouwt de fusiegemeente als een van de vijf agglomeraties van de provincie.

## Geschiedenis
In 1768 exploreerde luitenant John Cartwright de vallei van de Exploits, waarbij hij watervallen tegenkwam die hij op kaart zette als de "Grand Falls". De plaats Grand Falls werd evenwel pas in 1905 gesticht.
Hierin speelde de Britse mediamagnaat Alfred Harmsworth een grote rol. Hij was in het vooroorlogse Europa op zoek naar een veilige tweede bron van krantenpapier en zag iets in deze locatie op Newfoundland door de aanwezigheid van veel hout en water, en de mogelijkheid elektriciteit uit waterkracht op te wekken. De productie startte in 1909.
Werknemers van de papierfabriek waren oorspronkelijk de enigen die in Grand Falls mochten wonen. Anderen trokken huisvesting op in een nederzetting dicht bij het treinstation. Deze plaats noemde Grand Falls Station en werd later hernoemd tot Windsor.
In 1942 werd Windsor erkend als een gemeente met het statuut van town. In 1961 werd ook Grand Falls een gemeente. Het was eerst een local improvement district, al had het in 1966 ook reeds het statuut town. In 1991 fuseerden beide plaatsen om zo de nieuwe gemeente Grand Falls-Windsor te vormen.
De papierfabriek, die een jaarproductie van 205.000 ton had, sloot in 2009. Onder meer wisselkoersen en de gewijzigde vraag op de Noord-Amerikaanse papiermarkt prezen de fabriek uit de markt. De sluiting van de fabriek, die een van de grootste werkgevers in de streek was, had een ernstige impact op de werkloosheidscijfers.

## Geografie
Grand Falls-Windsor bevindt zich centraal op het eiland Newfoundland aan de oevers van de rivier de Exploits. De plaats ligt op zo'n 70 km van de Atlantische kust, al ligt ze slechts 25 km ten zuidwesten van de zeearm waarin de Exploits uitmondt. Grand Falls-Windsor ligt 75 km ten westen van Gander en Gander International Airport.
De zuidelijke helft van de gemeentelijke bewoningskern noemt Grand Falls. Deze buurt ligt aan de oevers van de rivier en nabij de gelijknamige watervallen. De buurt Windsor ligt ten noordwesten van Grand Falls, al zijn beide plaatsen wel sterk met elkaar vergroeid.

## Demografie
Grand Falls-Windsor is met bijna 14.000 inwoners de op vijf na grootste gemeente van de provincie. Als regionaal centrum en agglomeratie oefent het sinds het begin van de 21e eeuw een zekere aantrekkingskracht uit op de vele kleine, afgelegen dorpen in de ruime omgeving. Na een periode van neergang in de jaren 1990 kon het zich hierdoor losrukken van de zich in de provincie verder manifesterende dalende trend. Sindsdien is het inwoneraantal stabiel gebleven.
| Demografische ontwikkeling van Grand Falls-Windsor tussen 1991 en 2021 |
| ---------------------------------------------------------------------- |
|                                                                        |
| Bron: Statistics Canada (1991–1996, 2001–2006, 2011–2016, 2021)        |

### Taal
In 2021 hadden 13.465 (98,5%) inwoners van Grand Falls-Windsor het Engels als moedertaal; quasi alle anderen waren het Engels machtig. Hoewel slechts 55 mensen (0,4%) het Frans als (al dan niet gedeelde) moedertaal hadden, waren er 625 mensen die die andere Canadese landstaal konden spreken (4,6%). De op twee na meest gekende taal was het Punjabi met naar schatting 100 mensen die de taal machtig waren (0,7%).

## Gezondheidszorg
De gemeente huisvest het Central Newfoundland Regional Health Centre (CNRHC), een van de twee volledig uitgeruste ziekenhuizen van Central Health. Het Hope Valley Centre, het provinciale jeugdbehandelingscentrum, is eveneens in Grand Falls-Windsor gevestigd. Deze ontwenningskliniek is specifiek gericht op verslavingszorg voor jongeren van 12 tot 18 jaar.
Eerstelijnszorg wordt verleend in het aan Queensway gelegen Grand Falls-Windsor Community Health Centre. Het Carmelite House, een rusthuis, staat in voor de verlening van bejaardenzorg – net als de langetermijnzorgafdeling van het CNRHC.
De zetel van Central Health, de gezondheidsautoriteit die tot april 2023 bevoegd was voor Centraal-Newfoundland, was gevestigd in Grand Falls-Windsor.

## Galerij

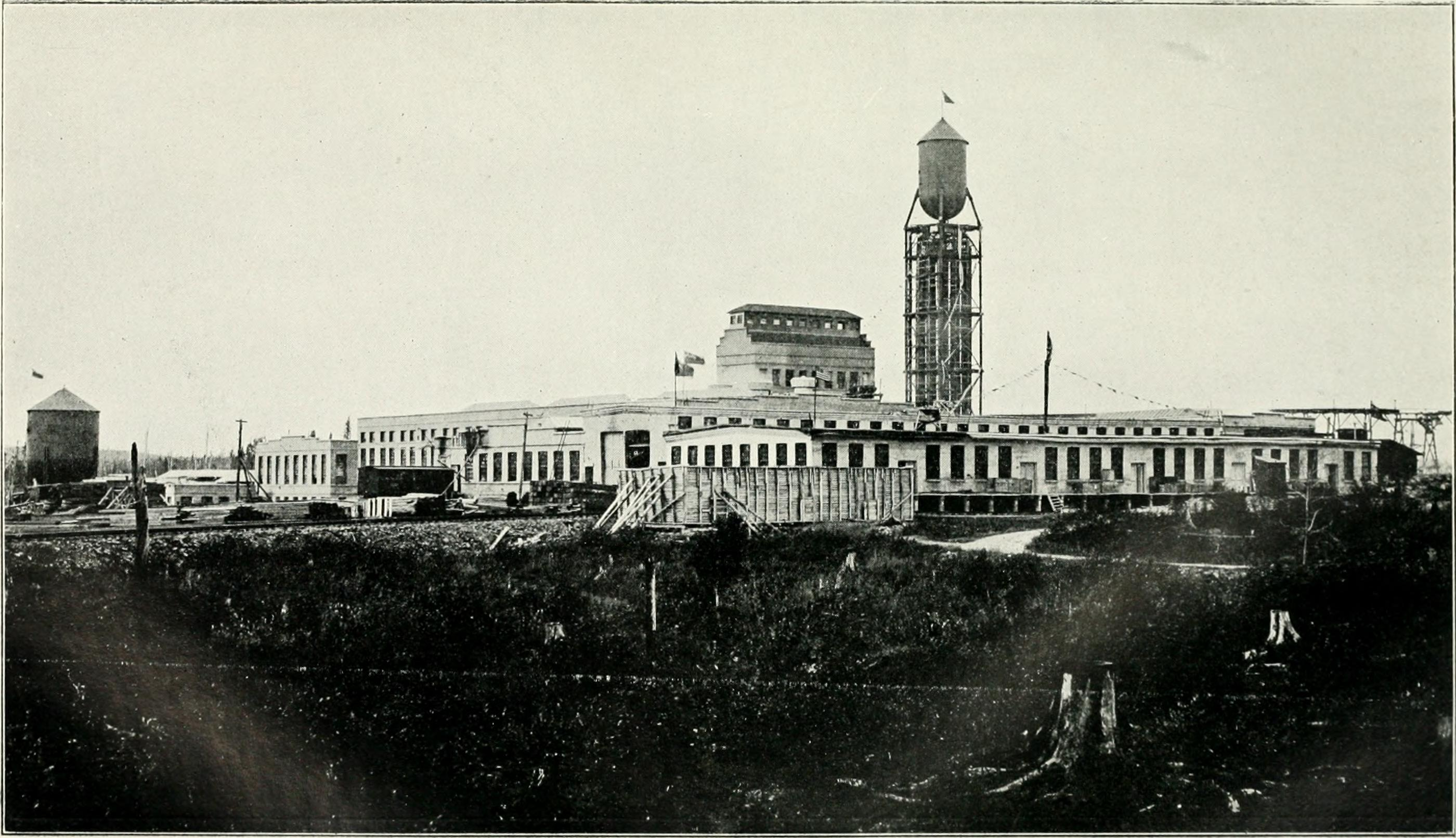
De papierfabriek van Grand Falls (1911)
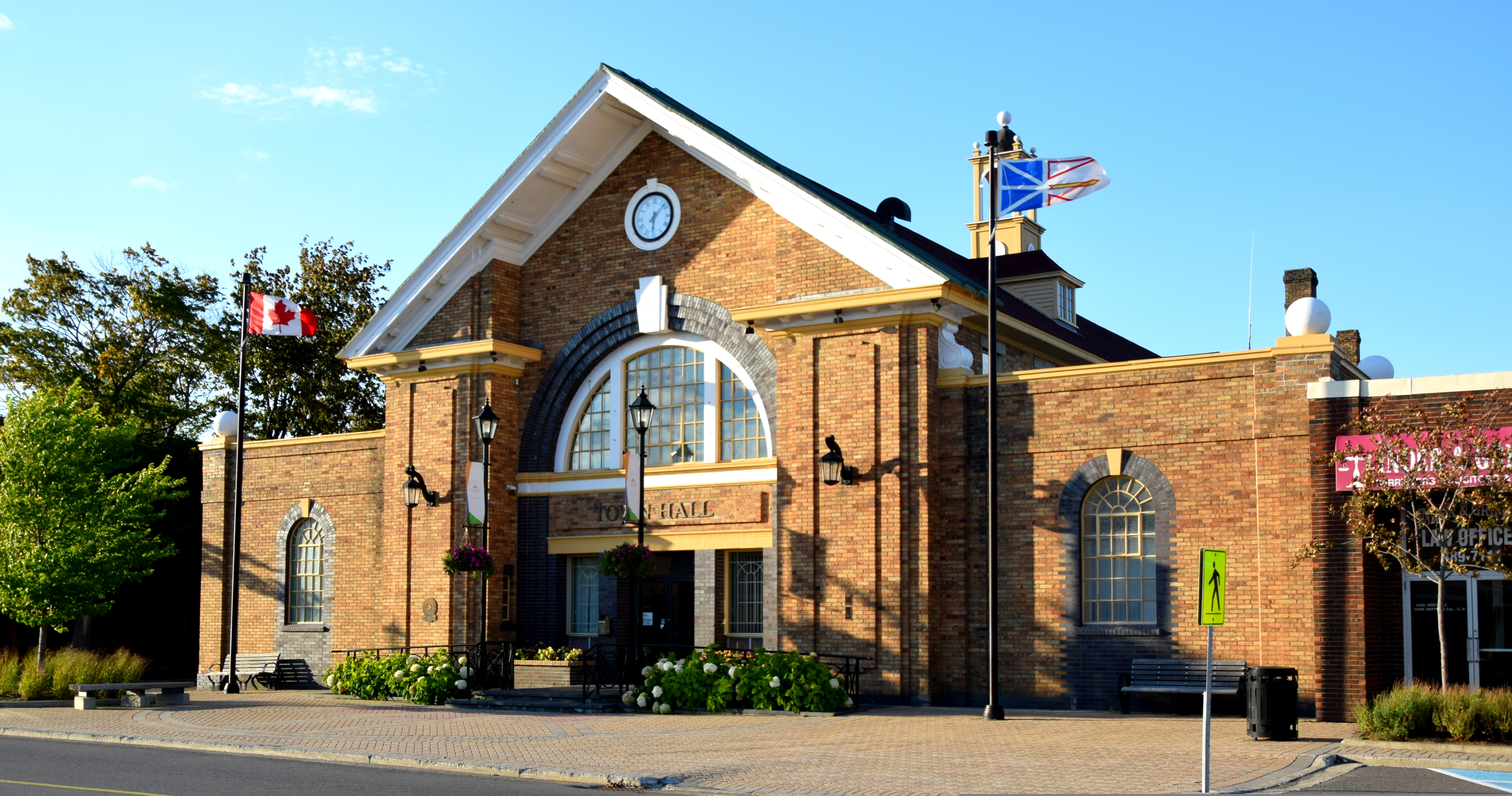
Het gemeentehuis ("Harmsworth Hall")
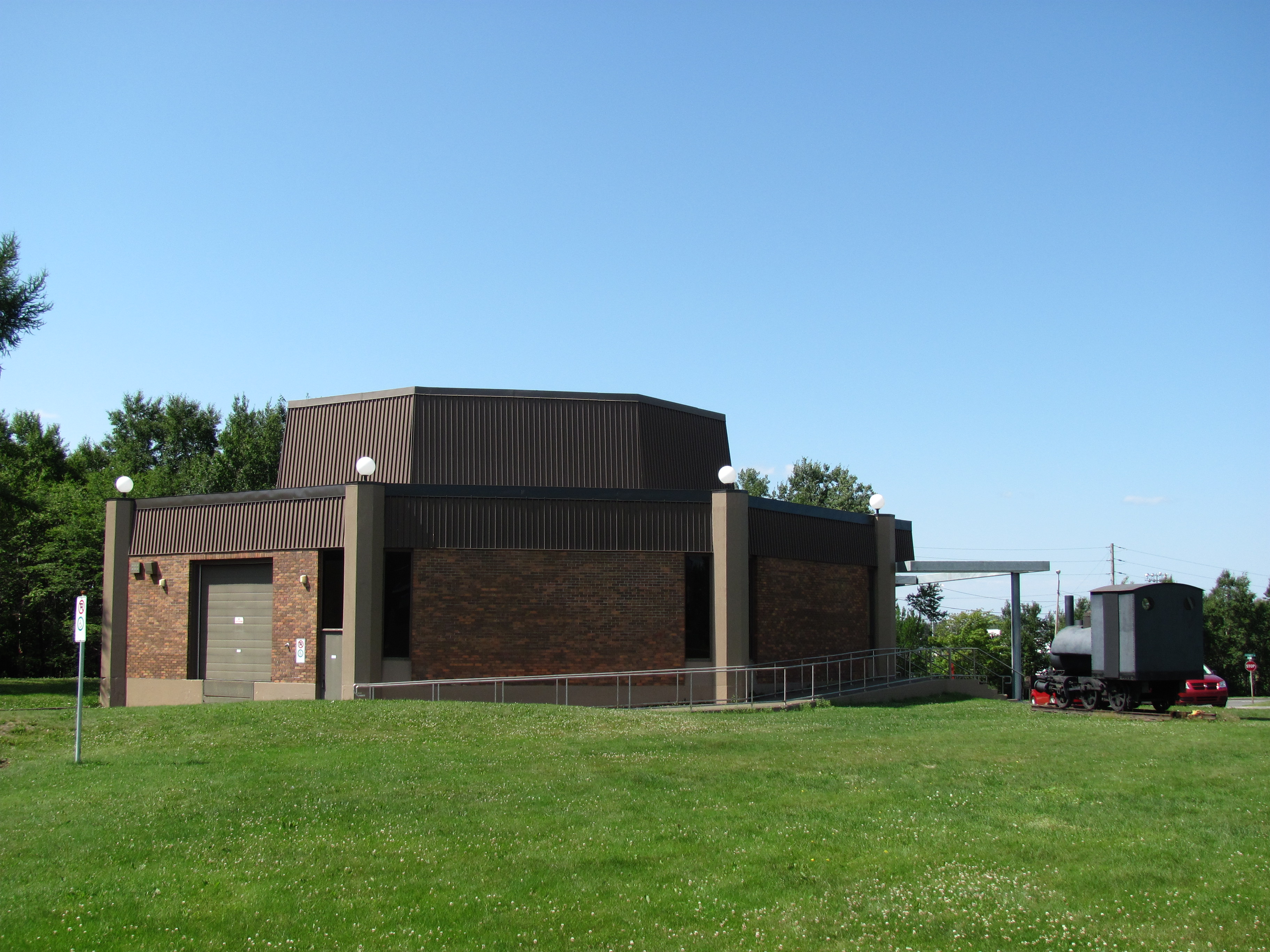
Gemeentelijk museum